# Samuel ibn Nagrela
Samuel ibn Naghrela (heb.: שמואל הלוי בן יוסף הנגיד, Sh'muel HaLevi ben Yosef HaNagid; arab.: أبو إسحاق إسماعيل بن النغريلة Abu Iṣḥāq Ismā‘īl bin an-Naghrīlah), znany również jako Samuel HaNagid (heb.: שמואל הנגיד, Shmuel HaNagid), ur. w 993 r. w Méridzie, zm. w 1056 r. w Badajoz – uczony talmudyczny, poeta, filozof oraz mąż stanu.
Urodził się w Méridzie, później mieszkał w Kordobie, po zdobyciu miasta przez Berberów w 1013 roku przeniósł się do Malagi, gdzie przez krótki okres prowadził sklep. Na stałe osiadł w Granadzie, która znajdowała się wtedy pod panowaniem muzułmańskiego króla Habbusa z dynastii Zirydów. Z czasem dosłużył się stanowiska wielkiego wezyra, które piastował również po śmierci Habbusa (jeszcze przez 17 lat) za panowania jego syna Badisa.